# I Want to Be Loved Like That
"I Want to Be Loved Like That" é uma música da banda americana Shenandoah. Foi lançada em 27 de setembro de 1993 pela RCA Nashville, sendo o segundo single do álbum Under the Kudzu. A canção ficou vinte semanas seguidas na parada Billboard Hot Country Songs, onde chegou a alcançar a 3ª posição. Nas publicações da Radio & Records e Gavin Report, a canção ficou na 1ª e 2ª colocação das mais tocadas, respectivamente. A música ficou na 4ª posição na parada RPM Country Tracks em 24 de janeiro de 1994.

## Contexto
A canção é uma balada, na qual o narrador dá exemplos de relacionamentos como o de Natalie Wood e James Dean, e de sua mãe e de seu pai. Logo em seguida, ele afirma que quer ser amado com o mesmo carinho que aqueles casais tinham um pelo outro.

## Paradas musicais
"I Want to Be Loved Like That" estreou na U.S. Billboard Hot Country Singles & Tracks na semana de 9 de outubro de 1993.

### Desempenho
| Parada (1993-1994)                           | Melhor posição |
| -------------------------------------------- | -------------- |
| Canadá (RPM Country Tracks)                  | 4              |
| Estados Unidos (Billboard Hot Country Songs) | 3              |